# Drosophila tricombata
Drosophila tricombata är en tvåvingeart som beskrevs av Singh och Gupta 1977. Drosophila tricombata ingår i släktet Drosophila och familjen daggflugor.
Artens utbredningsområde är Indien.